# Mike Wolfs
Mike Wolfs (* 2. September 1970 in Port Credit) ist ein ehemaliger kanadischer Segler.

## Erfolge
Mike Wolfs nahm in der Bootsklasse Star an den Olympischen Spielen 2004 in Athen teil. Gemeinsam mit Ross MacDonald belegte er hinter Marcelo Ferreira und Torben Grael und vor Xavier Rohart und Pascal Rambeau den zweiten Rang und erhielt damit die Silbermedaille. Bei den Panamerikanischen Spielen 2007 in Rio de Janeiro sicherte er sich die Bronzemedaille in der Bootsklasse J/24.